# Peking
Peking (Izgovorjava v mandarinščini: [pèɪ.tɕíŋ] ()), je glavno mesto Ljudske republike Kitajske. Z več kot 22 milijoni prebivalcev, je najbolj naseljeno glavno mesto na svetu in drugo največje mesto na Kitajskem po urbanem območju za Šanghajem. Je v severni Kitajski in je pod neposredno upravo državnega sveta s 16 mestnimi, primestnimi in podeželskimi okrožji. Obkroža ga provinca Hebej, razen na jugovzhodu, kjer meji na mestno občino Tjandžin.
Peking je globalno mesto in eno vodilnih svetovnih središč za kulturo, diplomacijo, politiko, finance, poslovanje in gospodarstvo, izobraževanje, raziskave, jezik, turizem, medije, šport, znanost in tehnologijo, promet ter umetnost. V njem je sedež večine največjih kitajskih državnih podjetij in največje število podjetij s seznama Fortune Global 500 na svetu, pa tudi štiri največje finančne institucije na svetu po skupni vrednosti sredstev.
Je tudi glavno križišče transportnih poti, z več deset železnicami, cestami in avtocestami, ki povezujejo mesto v vse smeri. Desetletje pred pandemijo COVID-19 je bilo mednarodno letališče Beijing Capital najbolj prometno letališče v Aziji (2009–2019) in drugo najbolj prometno letališče na svetu (2010–2019). Leta 2020 je bila pekinška podzemna železnica četrta najbolj prometna in druga najdaljša na svetu. Mednarodno letališče Beijing Daxing, drugo mednarodno letališče v Pekingu, je največji enostrukturni letališki terminal na svetu.
Mesto je gostilo številne mednarodne in nacionalne športne dogodke, med katerimi so najpomembnejše poletne olimpijske igre in poletne paraolimpijske igre leta 2008. Mesto je bilo izbrano tudi za gostitelja zimskih olimpijskih iger 2022 , s čimer je postalo prvo mesto, ki je gostilo tako poletne kot zimske igre.
Peking združuje moderno in tradicionalno arhitekturo, pri čemer je ena stran mesta posodobljena in prenovljena, da ustreza času, druga polovica pa še vedno ponuja tradicionalna okrožja hutongov. Peking je eno najstarejših mest na svetu z bogato zgodovino, ki sega več kot tri tisočletja nazaj. Kot zadnje od štirih velikih starodavnih prestolnic Kitajske je bil Peking večino zadnjih osmih stoletij politično središče države, in je bil večji del drugega tisočletja našega štetja največje mesto na svetu po številu prebivalcev. Z gorami, ki obdajajo notranjost mesta na treh straneh, poleg starega notranjega in zunanjega mestnega obzidja, je bil Peking strateško umeščen in razvit kot rezidenca cesarja in je bil zato idealna lokacija za cesarsko prestolnico. Mesto je znano po svojih razkošnih palačah, templjih, parkih, vrtovih, grobnicah, obzidju in vratih. Peking je ena najpomembnejših turističnih destinacij na svetu. Leta 2018 je bil Peking drugo mesto z najvišjim turističnim prihodkom na svetu za Šanghajem. Peking je dom številnih nacionalnih spomenikov in muzejev ter ima osem območij svetovne dediščine UNESCO – Prepovedano mesto, Nebeški tempelj, Poletna palača, grobnice dinastije Ming, Džovkovdjan - najdišče pekinškega človeka, Pekinška osrednja os ter deli Velikega zidu in Velikega kanala – vse to so priljubljene turistične lokacije. Sihejuan, tradicionalni stanovanjski slog mesta, in hutongi, ozke ulice med sihejuani, so glavne turistične znamenitosti in so pogoste v mestnem Pekingu.
Pekinške javne univerze predstavljajo več kot petino univerz z dvojno prvovrstno gradnjo, mnoge od njih pa se dosledno uvrščajo med najboljše v azijsko-pacifiški regiji in na svetu, vključno z Univerzo Tsinghua, Pekinško univerzo in UCAS. Pekinško poslovno središče je središče gospodarske širitve Pekinga, kjer poteka ali je nedavno zaključena gradnja več nebotičnikov. Območje Džonguancun v Pekingu je vodilno svetovno središče znanstvenih in tehnoloških inovacij ter podjetništva. Peking je bil od začetka seznama leta 2016 uvrščen na seznam Nature Index kot mesto z največjim obsegom znanstvenih raziskav. V Pekingu je 176 tujih veleposlaništev, pa tudi sedeži številnih organizacij, vključno z Azijsko investicijsko banko za infrastrukturo (AIIB), Šanghajsko organizacijo za sodelovanje (SCO), Skladom za svilno pot, Kitajsko akademijo znanosti, Kitajsko akademijo za inženirstvo, Kitajsko akademijo za družbene vede, Centralno akademijo za likovno umetnost, Centralno akademijo za dramsko umetnost, Centralnim glasbenim konservatorijem in Kitajskim društvom Rdečega križa.

## Etimologija
V zadnjih 3000 letih je mesto Peking imelo številna druga imena. Ime Peking, ki pomeni »severna prestolnica« (iz kitajskih znakov 北 běi za sever in 京 jīng za prestolnico), je bilo za mesto uporabljeno leta 1403 v času dinastije Ming, da bi se mesto razlikovalo od Nankinga (»južne prestolnice«). Angleški črkopis Beijing temelji na uradni romanizaciji obeh znakov, ki jo je vlada sprejela v 1980-ih, kot se izgovarjata v standardni mandarinščini. Čeprav Peking ni več splošno ime za mesto, nekatere starejše lokacije in objekti v mestu, kot sta mednarodno letališče Beijing Capital s kodo IATA PEK in Pekinška univerza, še vedno ohranjajo prejšnjo romanizacijo.
Edina kitajska kratica za Peking je 京, ki se pojavlja na avtomobilskih registrskih tablicah v mestu. Uradna latinska kratica za Peking je "BJ".

## Zgodovina

### Zgodnja zgodovina
Najstarejše sledi človeškega bivanja v občini Peking so bile najdene v jamah hriba Zmajeve kosti blizu vasi Džovkovdjan v okrožju Fangšan, kjer je živel pekinški človek. Fosili Homo erectusa iz jam datirajo v obdobje pred 230.000 do 250.000 leti. Paleolitski Homo sapiens je tam živel tudi v zadnjem času, pred približno 27.000 leti. Arheologi so po vsej občini našli neolitska naselja, vključno z Vangfudžingom, ki je v osrednjem Pekingu.
Prvo obzidano mesto v Pekingu je bilo Džičeng, glavno mesto države Dži, ki je bilo zgrajeno leta 1045 pr. n. št. V sodobnem Pekingu je bil Džičeng okoli sedanjega območja Guang'anmen na jugu okrožja Šičeng. To naselje je kasneje osvojila država Jan in ga postavila za svojo prestolnico.

### Zgodnja imperialna Kitajska
Potem ko je prvi cesar leta 221 pr. n. št. združil Kitajsko, je Džičeng postal prestolnica prefekture, v obdobju Treh kraljestev pa sta ga imela v lasti Gongsun Zan in Juan Šao, preden je padel pod okrilje kraljestva Vei Cao Cao. Zahodni Džin v 3. stoletju našega štetja je mesto degradiral in sedež prefekture postavil v sosednji Džuodžov. V obdobju Šestnajstih kraljestev, ko je severno Kitajsko osvojil in razdelil Vu Hu, je bil Džičeng na kratko prestolnica nekdanjega kraljestva Jan, Šjanbei.
Po ponovni združitvi Kitajske z dinastijo Sui leta 581 je Džičeng, znan tudi kot Džuojun, postal severni konec Velikega prekopa. Pod dinastijo Tang je Džičeng kot Joudžov služil kot vojaško mejno poveljniško središče. Med uporom An-Ši in ponovno sredi nemirov poznega Tanga so lokalni vojaški poveljniki ustanovili svoje kratkotrajne dinastije Jan in mesto poimenovali Jandžing ali »prestolnica Jan«. Tudi v dinastiji Tang je bilo ime mesta Džičeng zamenjano z Joudžov ali Jandžing. Leta 938, po padcu Tanga, je pozni Džin odstopil obmejno ozemlje, vključno s današnjim Pekingom, dinastiji Khitan Ljao, ki je mesto obravnavala kot Nandžing ali »južno prestolnico«, eno od štirih sekundarnih prestolnic, ki je dopolnjevala svojo »vrhovno prestolnico« Šangdžing (sodobna Baarinska leva zastava v Notranji Mongoliji). Nekatere najstarejše ohranjene pagode v Pekingu izvirajo iz obdobja Ljao, vključno s pagodo Tianning.
Ljao je leta 1122 padel pod dinastijo Džurčen Džin, ki je mesto predala dinastiji Song in ga nato leta 1125 ponovno zavzela med osvojitvijo severne Kitajske. Leta 1153 so Džurčen Džin Peking razglasili za svojo "osrednjo prestolnico" ali Džongdu. Mesto je leta 1213 oblegala Džingiskanova mongolska vojska in ga dve leti pozneje porušila do tal. Dve generaciji pozneje je Kublajkan ukazal gradnjo Dadu (大都, dobesedno Vêlika prestolnica, mongolsko Khanbalič), nove prestolnice za svojo dinastijo Juan severovzhodno od ruševin Džongdu. Gradnja je trajala od leta 1264 do 1293, vendar je močno okrepila status mesta na severnem obrobju Kitajske. Mesto je bilo osredotočeno na Bobnasti stolp nekoliko severneje od sodobnega Pekinga in se je raztezalo od današnje avenije Čang'an do severnega dela podzemne železnice linije 10. Ostanki nabitega zemeljskega zidu Juan še vedno stojijo in so znani kot Tučeng. V tem času ga je obiskal Marko Polo, v njegovih zapiskih se pojavlja pod imenom Cambuluc. Po padcu mongolske dinastije Juan je propadel tudi Dadu.

### Dinastija Ming
Leta 1368, kmalu po razglasitvi nove dobe Hongvu dinastije Ming, je uporniški vodja Džu Juandžang zavzel Dadu/Khanbalič in porušil palače Juan do tal. Ker so Juani še naprej zasedali Šangdu in Mongolijo, so Dadu uporabljali za oskrbo vojaških garnizij Ming na tem območju in ga preimenovali v Beiping (Vade–Giles: Peip'ing, "Severni mir"). V skladu s fevdalno politiko cesarja Hongvuja je bil Beiping dan njegovemu sinu Džu Diju, ki je bil imenovan za "princa Jana".
Zgodnja smrt dediča Džu Juandžanga je po njegovi smrti privedla do boja za nasledstvo, ki se je končal z zmago Džu Dija in razglasitvijo nove dobe Jongle. Ker je njegovo ostro ravnanje z glavno mestom dinastije Ming, Jingtianom (sodobni Nandžing), mnoge tam odtujilo, je svoj fevd ustanovil kot novo so-prestolnico. Mesto Beiping je leta 1403 postalo Peking ("Severna prestolnica") ali Šuntjan. Gradnja nove cesarske rezidence, Prepovedanega mesta, je trajala od leta 1406 do 1420; to obdobje je bilo odgovorno tudi za več drugih glavnih znamenitosti sodobnega mesta, kot sta Nebeški tempelj in Tian'anmen. 28. oktobra 1420 je bilo mesto uradno imenovano za prestolnico dinastije Ming, istega leta, ko je bilo dokončano Prepovedano mesto. Peking je postal glavna prestolnica cesarstva, Jingtian, imenovan tudi Nandžing ("Južna prestolnica"), pa so-prestolnica. (Ukaz iz leta 1425, ki ga je izdal sin Džu Dija, cesar Hongši, da se glavno prestolnico vrne v Nandžing, ni bil nikoli izveden: naslednji mesec je umrl, verjetno zaradi srčnega napada. Pokopan je bil, tako kot skoraj vsak cesar dinastije Ming, ki mu je sledil, v razkošni nekropoli severno od Pekinga.)
Do 15. stoletja je Peking v bistvu dobil svojo sedanjo obliko. Mestno obzidje dinastije Ming je služilo vse do sodobnega časa, ko so ga porušili in na njegovem mestu zgradili 2. obvoznico. Na splošno velja prepričanje, da je bil Peking največje mesto na svetu večji del 15., 16., 17. in 18. stoletja. Prvo znano cerkev so katoličani zgradili leta 1652 na mestu nekdanje kapele Mattea Riccija; sodobna stolnica Nantang je bila kasneje zgrajena na istem mestu.
Zavzetje Pekinga s strani kmečke vojske Li Zičenga leta 1644 je končalo dinastijo, vendar sta on in njegov dvor Šunov mesto zapustila brez boja, ko je 40 dni pozneje prispela mandžurska vojska princa Dorgona.

### Dinastija Qing
Dorgon je ustanovil dinastijo Čing kot neposredno naslednico dinastije Ming (s čimer je delegitimiziral Li Zičenga in njegove privržence) in Peking je postal edina prestolnica Kitajske. Cesarji Čing so naredili nekaj sprememb v cesarski rezidenci, vendar so stavbe Ming in splošna postavitev v veliki meri ostali nespremenjeni. Uvedeni so bili objekti za mandžursko čaščenje, vendar so cesarji Čing nadaljevali tudi tradicionalne državne obrede. Oznake so bile dvojezične ali kitajske. Ta zgodnji Peking Čing je kasneje postal prizorišče za kitajski roman Sanje o rdeči dvorani. Severozahodno od mesta so cesarji Čing zgradili več velikih razkošnih vrtov, vključno s Staro poletno palačo in Poletno palačo.
Med drugo opijsko vojno so anglo-francoske sile zavzele obrobje mesta, leta 1860 pa so plenile in požgale Staro poletno palačo. V skladu s Pekinško konvencijo, ki je končala to vojno, so si zahodne sile prvič zagotovile pravico do vzpostavitve stalnih diplomatskih prisotnosti v mestu. Od 14. do 15. avgusta 1900 se je odvijala bitka za Peking. Ta bitka je bila del boksarske vstaje. Poskus boksarcev, da bi izkoreninili to prisotnost, pa tudi kitajske krščanske spreobrnjence, je privedel do ponovne okupacije Pekinga s strani osmih tujih sil. Med boji je bilo uničenih več pomembnih struktur, vključno z akademijo Hanlin in (novo) poletno palačo. 7. septembra 1901 je bil sklenjen mirovni sporazum med Zavezništvom osmih držav in predstavniki kitajske vlade Li Hongdžangom in Jikuangom. Pogodba je Kitajsko nalagala plačilo odškodnine v višini 335 milijonov ameriških dolarjev (več kot 4 milijarde ameriških dolarjev v sedanjih dolarjih) plus obresti v obdobju 39 let. Zahtevana je bila tudi usmrtitev ali izgnanstvo vladnih podpornikov boksarcev ter uničenje kitajskih utrdb in drugih obrambnih objektov v večjem delu severne Kitajske. Deset dni po podpisu pogodbe so tuje vojske zapustile Peking, čeprav so stražarji veleposlaništev tam ostali do druge svetovne vojne. Po podpisu pogodbe se je cesarica vdova Ciši 7. januarja 1902 vrnila v Peking s svojega "inšpekcijskega obiska" in oblast dinastije Čing nad Kitajsko je bila obnovljena, čeprav močno oslabljena zaradi poraza, ki ga je utrpela v boksarskem uporu, ter odškodnine in določil mirovne pogodbe. Vdova je umrla leta 1908, dinastija pa je leta 1911 propadla.

### Republika Kitajska
Pobudniki revolucije Šinhai leta 1911 so si prizadevali nadomestiti vladavino dinastije Čing z republiko, voditelji, kot je Sun Jat-sen, pa so prvotno nameravali prestolnico vrniti v Nandžing. Potem ko je general dinastije Čing, Juan Šikai, prisilil zadnjega cesarja dinastije Čing k abdikaciji in zagotovil uspeh revolucije, so ga revolucionarji sprejeli za predsednika nove Republike Kitajske. Juan je ohranil svojo prestolnico v Pekingu in hitro utrdil oblast, leta 1915 pa se je razglasil za cesarja. Njegova smrt manj kot leto kasneje je Kitajsko pustila pod nadzorom vojskovodij, ki so poveljevali regionalnim vojskam. Po uspehu severne odprave Kuomintanga je bila prestolnica leta 1928 uradno preseljena v Nandžing. 28. junija istega leta je bilo ime Pekinga vrnjeno v Beiping (takrat zapisano kot "Peiping").
7. julija 1937 sta se 29. armada in japonska vojska na Kitajskem spopadli pri mostu Marca Pola blizu trdnjave Vanping jugozahodno od mesta. Incident pri mostu Marca Pola je sprožil drugo kitajsko-japonsko vojno, znano na Kitajskem kot druga svetovna vojna. Med vojno je Peking 29. julija 1937 padel v roke Japonske in postal sedež začasne vlade Republike Kitajske, lutkovne države, ki je vladala etnično kitajskim delom severne Kitajske, ki so ga zasedle Japonci. Ta vlada se je kasneje združila z večjo vlado Vang Džingveija s sedežem v Nandžingu.

### Ljudska republika Kitajska
Med kitajsko državljansko vojno, leta 1949, so mesto brez odpora zavzeli komunisti. 1. oktobra istega leta je Komunistična partija Kitajske pod vodstvom Mao Cetunga na Trgu nebeškega miru razglasila ustanovitev Ljudske republike Kitajske s sedežem v Pekingu, kakor so ga nekaj dni pred tem ponovno poimenovali.
V času vzpostavitve komunistične vladavine so Peking sestavljali le ožje mestno središče z okoliškimi predmestji, kasneje pa so mestni občini priključili tudi več sosednjih okrajev, kar je mesto nekajkrat povečalo in mu dalo današnjo velikost. Gospodarske reforme Deng Šjaopinga so povzročile velik razmah mesta. Staro obzidje so podrli, da bi naredili prostor za drugo mestno obvoznico. Danes se Peking sooča s hudimi težavami, ki so posledica hitre urbanizacije - prenaseljenostjo, imigracijo iz revnih okoliških naselij in onesnaženostjo.

## Geografija in administracija
Leži na severni konici približno trikotne poljane, ki jo je s svojimi naplavinami oblikovala Rumena reka. Na zahodu, severu in vzhodu ga omejuje gorovje, ki ščiti rodovitno poljano pred napredovanjem puščave severno od njega. Vdore nomadskih plemen s severa je v preteklosti poleg razgibanega terena severno od Pekinga preprečeval tudi Kitajski zid, ki poteka prek severnega dela mestne občine. Skozi občino tečeta dve reki, Jongding in Čaobaj, skozi pa poteka tudi najsevernejši del velikega kitajskega prekopa, ki poteka preko planjave do mesta Hangdžov.
Urbano območje je nekoliko južno od središča občine. V njegovi sredini je Trg nebeškega miru, nasproti njega pa leži Prepovedano mesto. Mesto se širi v koncentričnih krogih, ki jih omejujejo obvoznice.
Podnebje je vlažno celinsko s pogostimi monsuni. Zaznamujejo ga vroča, vlažna poletja in mrzle, suhe zime. Letno pade okoli 600 mm padavin, od tega tri četrtine poleti. Zrak je močno onesnažen zaradi prometa in industrije. Iz puščav na severu in severozahodu Kitajske prihajajo tudi pogosti peščeni viharji, ki povzročajo prebivalcem precejšnje nevšečnosti.

## Mestna krajina

### Arhitektura
V urbanem Pekingu prevladujejo trije arhitekturni slogi. Prvič, tu je tradicionalna arhitektura cesarske Kitajske, ki jo morda najbolje ponazarjajo masivni Tian'anmen (Trg nebeškega miru), ki ostaja zaščitni znak Ljudske republike Kitajske, Prepovedano mesto, Cesarski predniški tempelj in Nebeški tempelj. Nato je tu še slog, ki ga včasih imenujemo "kitajsko-sovski", s strukturami, ki so po navadi škatlaste in včasih slabo zgrajene, zgrajene med 1950-timi in 1970-timi. Nazadnje obstajajo veliko bolj sodobne arhitekturne oblike, najbolj opazne na območju poslovnega središča Pekinga v vzhodnem Pekingu, kot je novi sedež CCTV, poleg stavb na drugih lokacijah po mestu, kot sta Pekinški narodni stadion ''Ptičje gnezdo'' in Nacionalni center za uprizoritvene umetnosti.
Od leta 2007 so stavbe v Pekingu dvakrat prejele nagrado CTBUH za nebotičnik za najboljšo visoko stavbo, leta 2009 za stavbo Linked Hybrid in leta 2013 za sedež CCTV. Nagrada CTBUH za nebotičnik za najboljšo visoko stavbo se vsako leto podeli le eni stavbi na svetu.
V začetku 21. stoletja je Peking priča izjemni rasti novih stavb, ki predstavljajo različne sodobne sloge mednarodnih oblikovalcev, najbolj izrazite v regiji CBD. Mešanico oblikovanja iz 50. let prejšnjega stoletja in neofuturističnega sloga arhitekture si lahko ogledate v umetniški coni 798, ki združuje staro z novim. Najvišja stavba v Pekingu je 528 metrov visok China Zun.
Peking je znan po svojih sihejuan, vrsti rezidenc, kjer si okoliške stavbe delijo skupno dvorišče. Med bolj veličastnimi primeri sta dvorec princa Gonga in rezidenca Soong Čing-linga. Ta dvorišča so običajno povezana z ulicami, imenovanimi hutong. Hutong je običajno raven in poteka od vzhoda proti zahodu, tako da so vrata obrnjena proti severu in jugu za dober feng šuj. Razlikujejo se po širini; nekateri so tako ozki, da lahko skoznje hkrati preide le nekaj pešcev. Sihejuani in hutongi, ki so bili nekoč v Pekingu vseprisotni, hitro izginjajo, saj cele mestne bloke hutongov nadomeščajo visoke stavbe. Prebivalci hutongov imajo pravico živeti v novih stavbah v stanovanjih, ki so vsaj enake velikosti kot njihova prejšnja prebivališča. Mnogi pa se pritožujejo, da tradicionalnega občutka skupnosti in uličnega življenja v hutongih ni mogoče nadomestiti in da so te nepremičnine pogosto v lasti vlade.

### Okoljska vprašanja
Peking ima dolgo zgodovino okoljskih težav. Med letoma 2000 in 2009 se je urbani obseg Pekinga početveril, kar ni le močno povečalo obsega antropogenih emisij, temveč je tudi temeljito spremenilo meteorološke razmere, tudi če emisije človeške družbe ne upoštevamo. Na primer, albedo površine, hitrost vetra in vlažnost blizu površine so se zmanjšali, medtem ko so se temperature zraka pri tleh in blizu površine, vertikalno redčenje zraka in raven ozona povečale. Zaradi kombiniranih dejavnikov urbanizacije in onesnaževanja, ki ga povzroča kurjenje fosilnih goriv, Peking pogosto prizadenejo resne okoljske težave, ki vodijo do zdravstvenih težav mnogih prebivalcev. Leta 2013 je močan smog prizadel Peking in večino delov severne Kitajske, kar je prizadelo skupno 600 milijonov ljudi. Po tem "šoku onesnaženja" je onesnaženost zraka postala pomemben gospodarski in socialni problem na Kitajskem. Po tem je pekinška vlada napovedala ukrepe za zmanjšanje onesnaženosti zraka, na primer z znižanjem deleža premoga z 24 % leta 2012 na 10 % leta 2017, medtem ko je nacionalna vlada odredila odstranitev močno onesnažujočih vozil od leta 2015 do 2017 in okrepila prizadevanja za prehod energetskega sistema na čiste vire.

### Peščeni viharji
Prah zaradi erozije puščav na severu in severozahodu Kitajske povzroča sezonske prašne viharje, ki pestijo mesto; Pekinški urad za spreminjanje vremena včasih umetno povzroča padavine, da bi se boril proti takim nevihtam in ublažil njihove učinke. Samo v prvih štirih mesecih leta 2006 je bilo kar osem takšnih neviht. Aprila 2002 je samo ena peščena nevihta na mesto vrgla skoraj 50.000 ton prahu, preden se je premaknila na Japonsko in v Korejo.

## Upravna delitev
Pekinška občina trenutno obsega 16 upravnih podrazdelkov na ravni okrožja, vključno s 16 mestnimi, primestnimi in podeželskimi okrožji. 1. julija 2010 sta se Čongven in Šuanvu združila v Dongčeng oziroma Šičeng. 13. novembra 2015 sta bila Miyun in Jančing nadgrajeni v okrožji.
16 pekinških okrožnih enot (okrožij) je nadalje razdeljenih na 273 nižjih tretjih ravni upravnih enot na ravni okrajev: 119 mest, 24 okrajev, 5 etničnih okrajev in 125 podokrožij.
Več krajevnih imen v Pekingu se konča z mén (门), kar pomeni "vrata", saj so bila to mesta vrat v nekdanjem pekinškem mestnem obzidju. Druga krajevna imena se končajo na cūn (村), kar pomeni "vas", saj so bila prvotno vasi zunaj mestnega obzidja.

## Gospodarstvo
Leta 2024 je nominalni BDP Pekinga znašal 4984 mrd kitajskih jenov (700 milijard dolarjev nominalno, 1404 mrd dolarjev v pariteti kupne moči), kar je približno 3,69 % BDP države in se je uvrstil na 12. mesto med upravnimi enotami na ravni province; nominalni BDP na prebivalca je znašal 227.652 kitajskih jenov (32.038 ameriških dolarjev normalno; 64.127 ameriških dolarjev v pariteti kupne moči) in se je uvrstil na 1. mesto v državi. Uvršča se tudi na deseto največje mesto med metropolitanskimi gospodarstvi na svetu.
Zaradi koncentracije državnih podjetij v prestolnici je imel Peking leta 2013 več sedežev podjetij s seznama Fortune Global 500 kot katero koli drugo mesto na svetu. Avgusta 2022 je bilo v Pekingu 54 podjetij s seznama Fortune Global 500, več kot na Japonskem (47), tretjem mestu za Kitajsko (145) in Združenimi državami Amerike (124). Peking je bil opisan tudi kot »milijarderska prestolnica sveta«. Leta 2020 je bil Peking peto najbogatejše mesto na svetu, s skupnim premoženjem v višini 2 triliona dolarjev. Peking je bil s strani Globalization and World Cities Research Network razvrščen kot mesto Alpha+ (globalno mesto prve stopnje), kar kaže na njegov vpliv v regiji in po vsem svetu ter ga uvršča med 10 največjih mest na svetu. V indeksu globalnih finančnih središč za leto 2021 je bil Peking uvrščen med šesta najbolj konkurenčna finančna središča na svetu in četrta najbolj konkurenčna v celotni regiji Azije in Oceanije (za Šanghajem, Hongkongom in Singapurjem).
Leta 2021 je bil Peking v poročilu o globalni urbani konkurenčnosti za obdobje 2020–2021, ki sta ga skupaj objavila Kitajska akademija za družbene vede (CASS) in Program Združenih narodov za človekova naselja (UN-Habitat), uvrščen na prvo mesto na svetu po lestvici "globalne konkurenčnosti mest".

## Demografija
Leta 2021 je imel Peking v občini skupno 21,89 milijona prebivalcev, od tega jih je 19,16 milijona (87,5 odstotka) živelo v mestnih okrožjih ali primestnih naseljih, 2,73 milijona (12,5 odstotka) pa v podeželskih vaseh. OECD (Organizacija za gospodarsko sodelovanje in razvoj) je leta 2010 ocenila, da ima metropolitansko območje, ki ga zajema, 24,9 milijona prebivalcev.
Na Kitajskem se je mesto uvrstilo na drugo mesto po številu mestnega prebivalstva za Šanghajem in na tretje mesto po številu občinskega prebivalstva za Šanghajem in Čongkingom. Peking se uvršča tudi med najbolj naseljena mesta na svetu, kar mesto ohranja že večji del zadnjih 800 let, zlasti od 15. do začetka 19. stoletja, ko je bilo največje mesto na svetu.

## Izobraževanje in raziskovanje
Peking je vodilno svetovno središče za znanstvene in tehnološke inovacije. Od začetka seznama leta 2016 se uvršča na prvo mesto na svetu z največjim obsegom znanstvenih raziskav, kar spremlja Nature Index. Glavno mesto je tudi vodilno na svetu z največjim deležem objavljenih člankov na področju naravoslovja, zlasti v zvezi s 17 cilji trajnostnega razvoja Združenih narodov. Od leta 2024 je najbolj plodno znanstveno raziskovalno središče na področju bioloških znanosti in zdravstvenih ved v azijsko-pacifiški regiji, saj se uvršča na tretje oziroma šesto mesto na svetu.
Peking ima več kot 90 javnih fakultet in univerz, zaradi česar je največji mestni javni univerzitetni sistem v Aziji in prvo mesto na Kitajskem z največ visokošolskimi ustanovami. Prav tako je dom dveh najboljših univerz (Tsinghua in Peking) v celotni regiji Azije in Oceanije ter državah v razvoju, ki se na lestvici Times Higher Education World University Rankings za leto 2025 uvrščata na 12. oziroma 13. mesto na svetu. Obe sta članici lige C9, zavezništva elitnih kitajskih univerz, ki ponujajo celovito in vodilno izobraževanje.

## Kultura
Prebivalci mestnega Pekinga govorijo pekinško narečje, ki spada v mandarinščino govorjene kitajščine. Ta govor je osnova za putonghua, standardni govorjeni jezik, ki se uporablja na celinski Kitajski in Tajvanu, ter eden od štirih uradnih jezikov Singapurja. Podeželska območja občine Peking imajo svoja narečja, podobna narečjem province Hebej, ki obdaja občino Peking.
Pekinška opera je tradicionalna oblika kitajskega gledališča, ki je dobro znana po vsej državi. Pekinška opera, ki velja za enega najvišjih dosežkov kitajske kulture, se izvaja s kombinacijo pesmi, govorjenega dialoga in kodificiranih akcijskih zaporedij, ki vključujejo geste, gibanje, boje in akrobacije. Velik del pekinške opere se izvaja v arhaičnem odrskem narečju, ki se precej razlikuje od sodobne standardne kitajščine in sodobnega pekinškega narečja.
Pekinška kuhinja je lokalni slog kuhanja. Pekinška raca je morda najbolj znana jed. Fuling jiabing, tradicionalni pekinški prigrizek, je palačinka (bing), ki spominja na ploščat disk z nadevom iz fu linga, glive, ki se uporablja v tradicionalni kitajski medicini. V Pekingu so pogoste tudi čajnice.
Kovinska tehnika in tradicija cloisonneja (ali Džingtailan, dobesedno "Modra od Džingtaija") je pekinška umetniška specialiteta in ena najbolj cenjenih tradicionalnih obrti na Kitajskem. Izdelava cloisonnéja zahteva dovršene in zapletene postopke, ki vključujejo kladivo, intarzijo z bakrenimi trakovi, spajkanje, polnjenje emajla, žganje emajla, poliranje površine in pozlato. Pekinška lakirana posoda je znana tudi po svojih prefinjenih in zapletenih vzorcih in podobah, vklesanih v njeno površino, različne tehnike dekoriranja z lakom pa vključujejo "rezbarjen lak" in "gravirano zlato".
Mlajše prebivalce Pekinga bolj privlači nočno življenje, ki je v zadnjih desetletjih cvetelo in prekinilo prejšnje kulturne tradicije, ki so ga praktično omejevale na višji razred. Danes so Houhai, Sanlitun in Wudaokou žarišča nočnega življenja v Pekingu.
Leta 2012 je bil Peking imenovan za mesto oblikovanja in postal del UNESCO-ve mreže kreativnih mest.

## Znamenitosti
V zgodovinskem središču Pekinga leži Prepovedano mesto, ogromen palačni kompleks, ki je bil dom cesarjev dinastij Ming in Čing; Prepovedano mesto gosti Palačni muzej, ki hrani cesarske zbirke kitajske umetnosti. Prepovedano mesto obdaja več nekdanjih cesarskih vrtov, parkov in slikovitih območij, predvsem Beihai, Šičahai, Džongnanhai, Džingšan in Džongšan. Ti kraji, zlasti park Beihai, so opisani kot mojstrovine kitajske vrtne umetnosti in so turistične destinacije zgodovinskega pomena; v sodobni dobi je bil Džongnanhai tudi politično središče različnih kitajskih vlad in režimov ter je zdaj sedež Kitajske komunistične partije in državnega sveta. S Trga nebeškega miru, tik nasproti Prepovedanega mesta, je več pomembnih znamenitosti, kot so Trg nebeškega miru, Trg Čienmen, Velika dvorana ljudstva, Narodni muzej Kitajske, Spomenik ljudskim junakom in Mao Cetungov mavzolej. Poletna palača in Stara poletna palača ležita v zahodnem delu mesta; prva, ki je na Unescovem seznamu svetovne dediščine, vsebuje obsežno zbirko cesarskih vrtov in palač, ki so služile kot poletna zatočišča cesarske družine Čing.
Med najbolj znanimi verskimi kraji v mestu je Nebeški tempelj (Tiantan), ki stoji v jugovzhodnem Pekingu in je prav tako na Unescovem seznamu svetovne dediščine, kamor so cesarji dinastij Ming in Čing vsako leto prihajali na obiske z molitvami k nebu za dobro letino. Na severu mesta je Tempelj Zemlje (Ditan), medtem ko Tempelj Sonca (Ritan) in Tempelj Lune (Juetan) ležita v vzhodnem oziroma zahodnem mestnem območju. Med drugimi znanimi tempeljskimi kraji so Tempelj Dongjue, Tempelj Tandže, Tempelj Miaojing, Tempelj Belega oblaka, Tempelj Jonghe, Tempelj Fajuan, Tempelj Vanšou in Tempelj Velikega zvona. Mesto ima tudi svoj Konfucijev tempelj in Guozidžjan ali cesarsko akademijo. Katedrala Brezmadežnega spočetja, zgrajena leta 1605, je najstarejša katoliška cerkev v Pekingu. Mošeja Niujie je najstarejša mošeja v Pekingu z več kot tisočletno zgodovino.
V Pekingu je več dobro ohranjenih pagod in kamnitih pagod, kot sta visoka pagoda templja Tianning, ki je bila zgrajena v času dinastije Ljao od 1100 do 1120, in pagoda templja Cišou, ki je bila zgrajena leta 1576 v času dinastije Ming. Med zgodovinsko pomembne kamnite mostove spadajo most Lugou iz 12. stoletja, most Baliqiao iz 17. stoletja in most iz žadastega pasu iz 18. stoletja. V Pekinškem starodavnem observatoriju so razstavljene predteleskopske krogle iz časov dinastij Ming in Čing. Dišeči griči (Šiangšan) so javni park, ki ga sestavljajo naravna krajinska območja ter tradicionalne in kulturne relikvije. V Pekinškem botaničnem vrtu je razstavljenih več kot 6000 vrst rastlin, vključno z različnimi drevesi, grmi in cvetjem, ter obsežen vrt potonik. Parki Taoranting, Longtan, Čaojang, Haidian, Milu Juan in Zidžu Juan so nekateri od pomembnih rekreacijskih parkov v mestu. Pekinški živalski vrt je središče zooloških raziskav, ki vsebuje tudi redke živali z različnih celin, vključno s kitajsko orjaško pando.
V mestu je 144 muzejev in galerij (od junija 2008). Poleg Palačnega muzeja v Prepovedanem mestu in Narodnega muzeja Kitajske so drugi večji muzeji še Narodni umetniški muzej Kitajske, Muzej prestolnice, Pekinški umetniški muzej, Vojaški muzej kitajske ljudske revolucije, Geološki muzej Kitajske, Pekinški muzej naravne zgodovine in Paleozoološki muzej Kitajske.
Na obrobju mesta Peking, vendar znotraj občine, so trinajst grobnic dinastije Ming, razkošna in dovršena grobišča trinajstih cesarjev Ming, ki so bila določena kot del Unescove svetovne dediščine Cesarske palače dinastij Ming in Čing v Pekingu in Šenjangu. Arheološko najdišče Džovkovdjan - najdišče pekinškega človeka je še eno območje svetovne dediščine v občini, ki vsebuje bogastvo odkritij, med njimi enega prvih primerkov Homo erectusa in zbirko kosti velikanske hijene Pachycrocuta brevirostris. Na Unescovem seznamu svetovne dediščine je več delov Kitajskega zidu, predvsem Badaling, Džinšanling, Simatai in Mutianju. Po podatkih Svetovnega sveta za potovanja in turizem (WTTC) je Peking drugo mesto z najvišjim turističnim prihodkom na svetu za Šanghajem. Med tematskimi parki v mestu sta Universal Studios Beijing in Happy Valley Beijing, ki sta oba med najbolj obiskanimi tematskimi parki v Aziji.

## = Nesnovna kulturna dediščina
Kulturna dediščina Pekinga je bogata in raznolika. Pekinška vlada je od leta 2006 začela postopek izbora in ohranjanja kulturne dediščine. V preteklih letih je bilo objavljenih pet seznamov kulturne dediščine. 288 različnih praks je kategoriziranih kot kulturna dediščina. Teh 288 kulturnih dediščin je nadalje razdeljenih v deset kategorij, in sicer ljudska glasba, ljudski ples, tradicionalna opera, melodična umetnost, žongliranje in igre, ljudska umetnost, tradicionalne obrti, tradicionalna medicina, ljudsko slovstvo in folklora.
- Ljudska glasba
  - Tempelj Džihua glasba
  - Tongdžov baraka
- Ljudski ples
  - Tongdžov Zmajev ples
  - Miliangtun Hoduje
- Tradicionalna opera
  - Kunqu
  - Pekinška opera
- Melodična umetnost
  - Šjangšeng
- Akrobatski nastop in igra
  - Go (igra)
  - Šiangči
- Ljudska umetnost
  - Rezbarjenje slonovine
- Tradicionalna obrt
  - Tehnike izdelave Pekinške race
  - Tehnike izdelave Cloisonne
- Tradicionalna medicina
  - Kultura Tong Ren Tang
- Ljudsko slovstvo
- Folklora
  - Miaohui
  - Praznik luči

## Religija
Verska dediščina Pekinga je bogata in raznolika, saj imajo kitajska ljudska religija, taoizem, budizem, konfucianizem, islam in krščanstvo pomembno zgodovinsko prisotnost v mestu. Kot državna prestolnica mesto gosti tudi državno upravo za verske zadeve in različne državne institucije vodilnih religij. V zadnjih desetletjih so tuji prebivalci v mesto prinesli druge religije. Po podatkih Wang Zhiyuna s Kitajske akademije za družbene vede je bilo leta 2010 v mestu 2,2 milijona budistov, kar je enako 11,2 % celotnega prebivalstva. Glede na kitajsko splošno socialno raziskavo iz leta 2009 kristjani predstavljajo 0,78 % prebivalstva mesta. Glede na raziskavo iz leta 2010 muslimani predstavljajo 1,76 % prebivalstva Pekinga.

## Narava in divje živali
Pekinška občina ima 20 naravnih rezervatov s skupno površino 1339,7 km2. V gorah zahodno in severno od mesta živijo številne zaščitene prostoživeče vrste, vključno z leopardom, leopardjo mačko, volkom, rdečo lisico, divjim prašičem, maskirano palmovo cibetko, rakunastim psom, prašičjim jazbecem, sibirsko podlasico, amurskim ježem, srnjakom in mandarinsko podganjo kačo. Pekinški center za reševanje in ohranjanje vodnih prostoživečih živali varuje kitajskega orjaškega močerada, amursko paličico in mandarinsko raco na rekah Huaidžju in Huaiša v okrožju Huairou. Južno od mesta je pekinški park Milu dom ene največjih čred jelenov Père David, ki so v divjini zdaj izumrli. Endemična za Peking je pekinška barbastela, vrsta netopirja, odkrita v jamah okrožja Fangšan leta 2001 in leta 2007 opredeljena kot samostojna vrsta. Gore Fangšana so tudi naravni habitat za bolj pogoste pekinške mišouhe netopirje, velikega miotisa, velikega podkovnjaka in Rickettovega velikonogega netopirja.
Vsako leto Peking gosti 200–300 vrst ptic selivk, vključno z navadnim žerjavom, črnoglavim galebom, labodom, mlakarico, navadno kukavico in ogroženim rumenoprsim strnadom. Maja 2016 so bile označene navadne kukavice, ki gnezdijo v mokriščih Cuihu (Haidian), Hanšičiao (Šunji) in Jejahu (Jančing), in so jih izsledili vse do Indije, Kenije in Mozambika. Jeseni 2016 je pekinška gozdna policija izvedla enomesečno kampanjo za zatiranje nezakonitega lova in lova ptic selivk za prodajo na lokalnih ptičjih tržnicah. Več kot 1000 rešenih ptic zaščitenih vrst, vključno s streptopelijo, evrazijskim siskom, čopastim minom, premogovo sinico in veliko sinico, je bilo predanih Pekinškemu centru za zaščito in reševanje prostoživečih živali za repatriacijo v divjino.
Mestno cvetje sta kitajska vrtnica (Rosa chinensis) in krizantema (Chrysanthemum). Mestni drevesi sta kitajska tuja ali vzhodni klek (Platycladus zimzeleno drevo iz družine cipres) in japonska sofora (Styphnolobium japonicum) (listopadno drevo iz družine metuljnic, imenovano tudi kitajsko drevo učenjakov). Najstarejše drevo učenjakov v mestu je bilo posajeno na območju, ki je danes park Beihai, v času dinastije Tang.